# La bambola (brano musicale)
La bambola è un brano scritto da Ruggero Cini, Franco Migliacci, Bruno Zambrini con l'accompagnamento dell'orchestra diretta da Ruggero Cini ed I 4 + 4 di Nora Orlandi. È stato il primo grande successo di Patty Pravo, che aveva raggiunto il numero uno della hit parade italiana.

## Descrizione
La bambola racconta le lamentele di una donna che chiede rispetto al proprio uomo, che la tratta come se fosse "una bambola", usandola e sfruttandola a proprio piacimento, e poi "buttandola giù" quando non è più utile. La canzone ha un breve intro musicale suonato dalla chitarra acustica di Maurizio De Angelis e dal tamburello.

## Storia
Prima di essere stato proposto a Patty Pravo, il brano era già stato rifiutato da Caterina Caselli, Little Tony e i Rokes.
Apparentemente il brano non sembrava adatto alla cantante veneziana, e lei stessa aveva dichiarato di non amarlo particolarmente.
Fino a quel momento infatti Patty Pravo si era dedicata principalmente alle cover di brani in lingua inglese, mentre La bambola era chiaramente un brano pop di tradizione italiana.
Tuttavia, su pressioni della casa discografica Patty Pravo registrò due provini, in uno di questi il brano era stato successivamente orchestrato da Ruggero Cini con l'inserimento anche del coro de I 4 + 4 di Nora Orlandi e fu pubblicato nel 45 giri La bambola/Se c'è l'amore, sempre lo stesso anno fu incluso nel suo LP d'esordio Patty Pravo. 
Il successo del brano fu immediato e vinse la Gondola d'oro alla Mostra internazionale di musica leggera di Venezia.
Nel 2008 è stata pubblicata una nuova versione rock del singolo La bambola (La bambola 2008), per celebrare i quarant'anni dalla sua prima uscita. Insieme al brano, è stato prodotto un video in cui Patty Pravo fa una parodia di Amy Winehouse, imitando il suo look (inserito come contenuto extra nel DVD Circola un video su di me..., pubblicato nel 2009).

## Cover
Il brano riscosse anche un buon successo internazionale, infatti entrò, con la sua versione in spagnolo, fra le prime 10 nelle hit parade dell'Argentina e della Spagna, con la versione italiana in Austria, nei Paesi Bassi, in Finlandia con una versione in finlandese Pieni nukke di Fredi.
Numerose cover del brano sono state registrate nel corso degli anni da varie artiste, fra cui Anita Lindblom ed Heidi Brühl, ma senz'altro la più celebre fra le varie versioni è quella registrata in francese da Dalida). Nello stesso anno della pubblicazione, 1968, fu fatta anche una cover in Grecia con Mary Alexopoulou. Nel 1992 Maurizia Paradiso ne registra una versione in spagnolo per l'album Agitare prima dell'uso, come "Maurizia de las noces". C'è stata una versione bulgara di Margarita Radinska pochissimi mesi dopo la versione di Patty Pravo. Nel 2008 una nuova cover de La bambola è stata registrata da Giusy Ferreri, all'interno del suo lavoro di debutto, l'EP Non ti scordar mai di me. Nel 2011 la cantautrice statunitense Sara Lov inserisce una propria interpretazione del brano nel suo secondo album I Already Love You. Nel 2017 la cantautrice canadese di origini italiane Betta Lemme ha pubblicato il suo primo singolo, Bambola, ispirato proprio all'omonimo successo di Patty Pravo.
Nel 1969 Giorgio Carnini incide una versione strumentale per il suo album "Giorgio Carnini all'organo Hammond X-66" (ARC, KAS 25) uscito anche in Turchia e Venezuela.
Nel 2021 una cover del brano è stata incisa da Dj Jurij per la compilation Papagayo Saint Tropez summer 2021 (Universal Music Distribution Deal, 00602438322640) per il mercato francese.
Nel 2022 Dargen D'Amico inserisce una cover nel suo decimo album Nei sogni nessuno è monogamo, dopo essersi esibito nella quarta serata del Festival di Sanremo 2022, dedicata alle cover.

## Nel cinema
Il brano è stato usato come colonna sonora in numerosi film, fra questi: The American di Anton Corbijn, Romanzo criminale di Michele Placido, Respiro di Emanuele Crialese  e Bambola di Bigas Luna. 